# Els Koks
Els Koks (21 februari 1962) is een voormalig Nederlands softballer.
Koks kwam als werper uit voor het eerste damesteam van de Terrasvogels uit Santpoort waarmee ze zesmaal het landskampioenschap behaalde en in 1978 de Europacup mee won. Koks gooide in 1984 tweemaal als werper een "Perfect Game". Ze was tevens international van het Nederlands damessoftbalteam.